# Serra de l'Espadella
La Serra de l'Espadella és una serralada de més de 4 quilòmetres situada a la comarca valenciana del Baix Maestrat. El seu punt més alt és el pic d'Espadella (968 m). Aquestes muntanyes solen estar cobertes de neu a l'hivern.
La cadena muntanyosa s'eleva al sud de la Serra del Turmell, entre el llogaret de Vallivana (al terme municipal de Morella) i les Moles de Xert, al nord-est de la Serra de Vallivana, a l'altra banda de la vall per on passa la carretera N-232. Aquesta zona de muntanya poc poblada té una de les zones boscoses més destacades de la comarca. Pel que fa a la fauna, els principals animals salvatges d'aquestes muntanyes no poblades són la cabra salvatge ibèrica (Capra pyrenaica), el cabirol (Capreolus capreolus) i el porc senglar (Sus scrofa).